# Полевой-1
Полево́й-1 — посёлок в Верхнекамском районе Кировской области России. Входит в состав Лесного городского поселения.

## География
Посёлок находится на северо-востоке региона, к востоку от пгт Лесной, к востоку от реки Большой Созим.
Расстояние до районного центра (города Кирс) — 46 км.

## История
Официально образован в 1994 году Постановление Думы Кировской области от 22.11.1994 № 7/54:
«Зарегистрировать населенные пункты Полевой-1 и Полевой-2, исключив их из черты рабочего поселка Лесной и отнести к категории поселков, административно подчинить их рабочему поселку Лесной Верхнекамского района».

## Население
| 2010 |
| ---- |
| 47   |

### Национальный и гендерный состав
По данным Всероссийской переписи, в 2010 году численность населения посёлка составляла 47 человек (24 мужчины и 23 женщины).

## Транспорт
Вдоль северной окраины посёлка проходит линия Гайно-Кайской железной дороги, на которой расположена пассажирская платформа Полевой. Также рядом с посёлком проходит автодорога Лесной — Лойно.

## Улицы
Уличная сеть посёлка состоит из одной улицы (ул. Полевая).